# Українська мова у XX сторіччі: історія лінгвоциду
Українська мова у XX сторіччі: історія лінгвоциду — збірник, в якому вміщено документи і матеріали, що стосуються мовної політики радянського керівництва на теренах України. Упорядники: Лариса Масенко, Віктор Кубайчук, Орися Демська-Кульчицька — Київ: Видавничий дім «Києво-Могилянська академія», 2005. — 399 с. ISBN 966-518-314-1
Книжка перемогла у номінації «Політлікнеп» (сучасне українське суспільствознавство) на конкурсі «Книжка року 2005».
2006 року у проведеному газетою «Україна молода» та журналом «Книжник-review» рейтингу «Книжки незалежного 15 — річчя, які вплинули на український світ», книжка в номінації «Минувшина» здобула 15 місце з 30 номінантів («Книжник-review» № 3, 2006, с.22).

## Видання
Перше видання вийшло накладом 3000 примірників 2005 року.
Друге видання вийшло 2006 року накладом 3000 примірників коштом друзів Товариства ім. Григорія Ващенка.

## Зміст
Дане видання є збіркою документів про мовну політику московського керівництва на теренах України. Вони проливають світло на підступне втручання у внутрішній розвиток української мови, спрямоване на її штучне зближення з російською. Велика кількість документів 30-х років та окремо матеріалів повоєнного періоду засвідчують намагання вилучити питомо українські слова, фразеологізми та граматичні форми і замінити їх калькуванням російської.
У книзі є абсолютно секретний документ, підписаний Щербицьким, про стан ідеологічної обстановки 1973 року в Україні, а також список заборонених слів української лексики 30-х років XX сторіччя. Так, скажімо, неугодними словами вважалися слоїк (банка), пупорізка (акушерка) тощо.
- Повний зміст книжки.[недоступне посилання з липня 2019]

У підготовці лінгвістично-історичної праці брали участь не лише мовознавці (Лариса Масенко та Орися Демська-Кульчицька), а й фізик за фахом, Віктор Кубайчук.

## Презентація книги
Презентація книги пройшла за участі видатних мовознавців і вчених, таких як Іван Дзюба, Євген Сверстюк, Михайлина Коцюбинська, Олександр Пономарів та багатьох інших. Українська інтелігенція схвально сприйняла книжку, оскільки вона була довгоочікуваною та необхідною як для широкого загалу так і для вчених-філологів і мовознавців.